# Texas Longhorns (honkbal)
Het Texas Longhorns honkbalteam vertegenwoordigt de Universiteit van Texas in Austin in NCAA Division I college honkbal. Het team speelt sinds het seizoen 2025 in de Southeastern conference. Daarvoor speelde de Longhorns in de Big 12 conference. De Longhorns spelen hun thuiswedstrijden op UFCU Disch-Falk Field.
De Longhorns hebben zes keer de College World Series gewonnen: in 1949, 1950, 1975, 1983, 2002 en in 2005. Alleen LSU (7) en Southern California (12) wonnen de College World Series vaker. Daarnaast waren de Longhorns zes keer de runner-up en hebben ze het vaakst van alle Division I teams meegedaan aan de College World Series, met 36 deelnames.
De Longhorns zijn het team met het hoogste winstpercentages van alle teams in NCAA Division I college honkbal. In 114 seizoenen wonnen ze 3.197 wedstrijden, verloren ze er 1.114 en speelde ze 31 keer gelijk, goed voor een winstpercentage van 74%.

## Geschiedenis
In 1885 speelde de Longhorns hun eerste wedstrijd. Het programma heeft in de 105 jaar tussen 1911 en 2016 maar vier verschillende coaches gehad: Billy Disch (1911-1939), Bibb Falk (1940-1967), Cliff Gustafson (1968-1996) en Augie Garrido (1997-2016). Van 29 juni 2016 tot 24 juni 2024 was David Pierce de hoofdcoach.

### Augie Garrido (1997–2016)
Onder Garrido wonnen de Longhorns zeven keer het kampioenschap in de Big 12, wonnen ze vijf keer het conference toernooi, en wonnen ze in 2002 en 2005 de College World Series, waarmee ze nationaal kampioen werden. In totaal wist Augie Garrido in zijn 20 seizoenen de Longhorns 8 keer naar de College World Series te leiden. Hij overleed op 15 maart 2018.

### David Pierce (2016-2024)
De Longhorns hebben onder Pierce in 20118, 2021 en 2022 de College World Series gehaald. In 2018 wonnen ze daarnaast voor het eerst sinds 2011 het kampioenschap in de Big 12. Op 24 juni 2024 werd door Texas Longhorns gemeld dat ze David Pierce hadden ontslagen.

### Jim Schlossnagle (2024-heden)
Op 25 juni 2024 werd bekendgemaakt dat Jim Schlossnagle, op dat moment de coach van rivaal Texas A&M Aggies, de nieuwe coach van de Texas Longhorns werd. Hij werd in het seizoen 2025 kampioen van de SEC met de Longhorns.

## Stadion
De Longhorns spelen hun thuiswedstrijden op UFCU Disch–Falk Field, gelegen op de campus van de universiteit. Het stadion heeft een capaciteit van 6.649 personen en is vernoemd naar twee voormalige coaches van de Longhorns: Billy Disch en Bibb Falk. Daarnaast draagt het stadion sinds 2006 de naam van de University Federal Credit Union, die in ruil daarvoor 13,1 miljoen Amerikaanse dollar bijdroegen aan de grote renovatie die in 2009 is uitgevoerd.